# Mantibaria solygiae
Mantibaria solygiae är en stekelart som beskrevs av Jean Risbec 1950. Mantibaria solygiae ingår i släktet Mantibaria och familjen Scelionidae. Inga underarter finns listade i Catalogue of Life.